# Наполеонів пеніс
Наполеонів пеніс — чоловічий статевий член імператора французів Наполеона I Бонапарта, який, ймовірно, був відрізаний при проведенні розтину доктором Франческо Антоммаркі в травні 1821 року. Довжина зсохлого органа становить 3,8 см; прижиттєвий розмір, зокрема у стані ерекції, — невідомий. Знаходиться у приватній колекції в США.
Вважається, що протягом XIX століття пеніс зберігався на Корсиці у спадкоємців Поля Віньялі — духівника Наполеона на острові Святої Єлени. Припускають, що Віньялі попросив доктора Антоммаркі відрізати мертвому Наполеонові член у помсту за те, що імператор-засланець прилюдно називав Віньялі імпотентом.
Перші достовірні власники раритету — брати Маггси, лондонські книгарі, які начебто придбали орган у сім'ї племінника Віньялі у 1916 році.
Наступним власником став відомий американський букініст Розенбах. Орган було поміщено у футляр із блакитного сап'яну і разом із посмертною маскою Наполеона виставлено на загальний огляд у 1927 році у Нью-йоркському Музеї французького мистецтва. За повідомленнями репортерів-очевидців, пеніс зберігся дуже погано.
У 1977 році Наполеонів пеніс за $3000 придбав американський уролог Джон Латтімер. Після його смерті у 2007 році раритет успадкувала дочка.